# سرخیو گامیز
سرخیو گامیز (انگلیسی: Sergio Gámiz؛ زادهٔ ۲۶ فوریهٔ ۱۹۷۸) بازیکن فوتبال اهل اسپانیا است.
از باشگاه‌هایی که در آن بازی کرده‌است می‌توان به باشگاه فوتبال لگانس، باشگاه فوتبال پومفرادینا، باشگاه فوتبال دپورتیوو آلاوس، و باشگاه فوتبال میراندس اشاره کرد.